# Melixanthus columnarius
Melixanthus columnarius es una especie de insecto coleóptero de la familia Chrysomelidae.
Fue descrita científicamente en 1991 por Tan.